# Tintinabulum filiforme
Tintinabulum filiforme là một loài thực vật có hoa trong họ Polemoniaceae. Loài này được (Parry ex A. Gray) Rydb. miêu tả khoa học đầu tiên năm 1917.